# والدة جريندل

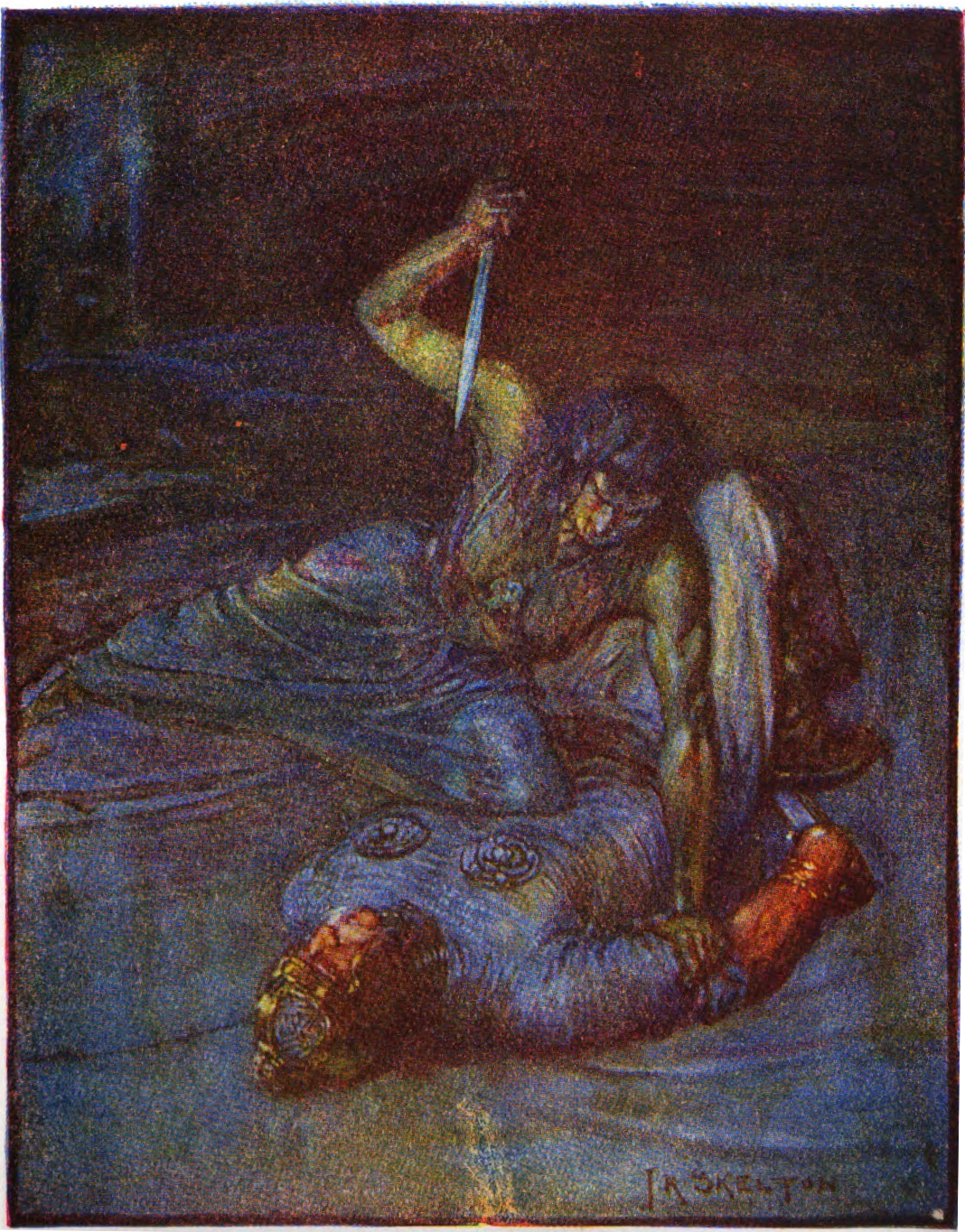
رسم توضيحي لأم جريندل من قبل جيه آر سكيلتون من كتاب "قصص بيوولف" (1908) والذي وصفها بأنها "ساحرة مائية" تحاول طعن بيوولف.

والدة جَرَنْدَل (بالإنجليزية: Grendel's Mother)‏ و(بالإنجليزية القديمة: Grendles mōdor)‏ هي أحد الخصوم الثلاثة في القصيدة الإنجليزية القديمة بيوولف (كُتبت حوالي 700-1000 م). الخصوم الآخرون هم جرندل والتنين، وجميعهم اصطفوا في معارضة البطل بيوولف. وقد تم ذكرها في السطور من 1258 إلى 1259 على النحو التالي: "Grendles modor / ides، aglæcwif".
والدة جرندل، التي لم يتم ذكر اسم لها في النص، هي موضوع جدل مستمر بين علماء العصور الوسطى. هذا يرجع لغموض بعض الكلمات باللغة الإنجليزية القديمة التي تظهر في مخطوطة بيوولف الأصلية. في حين أن هناك إجماع على كلمة "modor" (الأم)، فإن عبارة "ides ، aglæcwif" هي موضوع نقاش علمي.

## القصة
القصيدة بيوولف موجودة في مجلد نويل. كما لوحظ في السطور 106-114 والخطوط 1260-1267 من بيوولف، الوحوش (التي تشمل والدة جرندل وجرندل) هم أحفاد قابيل. بعد مقتل جرندل، تهاجم والدة جرندل هيوروت انتقاماً، ثم يغامر بيوولف في كهفها تحت البحيرة، ويشارك في قتال ضار مع والدة جرندل. كادت أن تقتله حتى يرى سيفاً قديماً يقتلها به ويقطع رأس جرندل الميت. ثم يعود بيوولف إلى السطح ورجاله في «الساعة التاسعة» (رقم 1600، "nōn"، حوالي الساعة 3 مساءً).

## وظيفة القصيدة وبنيتها

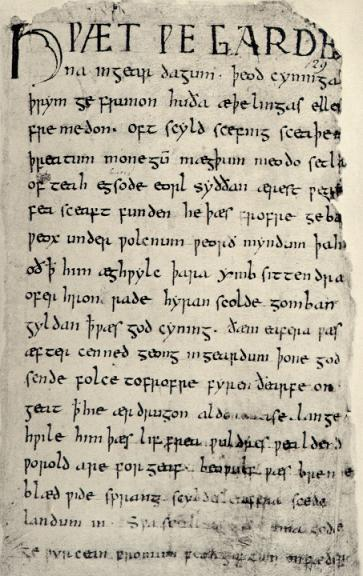
الصفحة الأولى من مخطوطة "بيوولف".

جادل بعض العلماء في أن الشخصيات النسائية في بيوولف تؤدي أدواراً محددة مثل المضيفة (Wealhþeow وHygd) ونشر السلام (Freawaru وHildeburh). والدة جرندل ومودثرث (قبل زواجها من أوفا)، تتحديان هذه الأدوار وتمثلان «النساء الوحشات».
تجادل جين تشانس في «الوحدة الهيكلية لبيوولف: مشكلة والدة جرندل» بأن هناك تفسيران قياسيان للقصيدة: وجهة نظر تقترح بنية من جزئين (أي أن القصيدة مقسمة بين معارك بيوولف مع جرندل ومع التنين) والآخر، هيكل ثلاثي الأجزاء (هذا التفسير يجادل بأن معركة بيوولف مع أم جرندل منفصلة هيكلياً عن معركته مع جرندل). ذكرت تشانس أن «هذه النظرة للهيكل من جزأين سادت بشكل عام منذ إنشائها في مقالة جون رونالد تولكين»بيوولف: الوحوش والنقاد «في إجراءات الأكاديمية البريطانية 22 (1936)». جادلت على النقيض بأن البنية المكونة من ثلاثة أجزاء أصبحت «تحظى بشعبية متزايدة». طورت لاحقاً هذه الحجة في المرأة كبطل في الأدب الإنجليزي القديم.